# Somerset, Pennsylvania
Somerset är administrativ huvudort i Somerset County i delstaten Pennsylvania. Vid 2010 års folkräkning hade Somerset 6 277 invånare.